# Droga międzynarodowa M04 (Ukraina)
Droga magistralna M04 (ukr. Магістраль M04) − dawna droga znaczenia międzynarodowego na Ukrainie. Miała wspólny przebieg z trasami europejskimi: E40 na odcinku Debalcewe – granica z Rosją oraz E50 na odcinku Zamianka Druga – Debalcewe. M04 zaczynała się w Zamiance Drugiej, a kończyła na granicy z Rosją w Izwarinie, gdzie łączyła się z rosyjską arterią A260. Długość drogi wynosiła 566,9 kilometrów.
W 2021 roku, z okazji 30-lecia niepodległości Ukrainy, na mocy specjalnej uchwały utworzona została droga międzynarodowa M30 obejmująca dawną M12 łączącą Stryj ze Znamianką oraz M04.

## Ważniejsze miejscowości leżące na trasie M04
- Znamianka Druga (M12, T1211)
- Aleksandria (M22, T1205)
- Dniepr (H08, P52, T0405, T0410)
- Nowomoskowsk (M18, M26)
- Donieck (H20, T0513)
- Debalcewe (M03)
- Ługańsk (H21)
- Sorokyne (T1310, T1322)